# کارکس استریکتا
کارکس استریکتا (نام علمی: Carex elata) نام یک گونه از سرده جگن است.